# Michael Manley
Michael Norman Manley (ur. 10 grudnia 1924 w parafii Saint Andrew, zm. 6 marca 1997 w Kingston) – jamajski polityk i działacz związkowy; 1969–1992 przywódca Ludowej Partii Narodowej, 1972–1980 i 1989–1992 premier. Był jednym z bardziej wpływowych polityków w Trzecim Świecie.

## Życiorys
Syn Normana Manleya. Po ukończeniu szkoły średniej na początku lat 40. pracował jako dziennikarz miejscowego tygodnika. W 1943 roku zgłosił się na ochotnika do Royal Canadian Air Force (trwała wówczas II wojna światowa). Pod koniec wojny rozpoczął studia na London School of Economics. Po ich ukończeniu pracował w Londynie jako dziennikarz British Broadcasting Service. W brytyjskiej stolicy poznał socjalistę Harolda Laskiego. W 1951 roku powrócił na rodzinną wyspę. Początkowo pracował dla lewicowego tygodnika „Public Opinion”. Następnie aktywny w ruchu zawodowym, gdzie zyskał uznanie jako negocjator. W 1952 roku znalazł się w gronie członków komitetu wykonawczego Ludowej Partii Narodowej, której przewodniczącym był jego ojciec. Uczestniczył w formowaniu związku zawodowego National Worker's Union. W 1953 roku opuścił redakcję „Public Opinion” i bardziej poświęcił się działaniom związkowym. W 1955 roku wybrany wiceprzewodniczącym związku. W 1962 roku został powołany do senatu Jamajki. W tym samym roku objął przewodnictwo w związku Caribbean Bauxite and Mineworkers Union. Wziął udział w wyborach generalnych w 1967 roku. Zdobył w nich miejsce w Izbie Reprezentantów. W 1969 roku został wybrany przewodniczącym Ludowej Partii Narodowej, którą poprowadził do wyborczego zwycięstwa w 1972 roku.
W 1972 roku objął urząd premiera. W polityce zagranicznej prowadził politykę niezaangażowania i współpracy z krajami słabiej rozwiniętymi. W 1973 roku znalazł się w gronie założycieli CARICOM. Od 1974 roku radykalizował radykalny program demokratycznego socjalizmu. Zmiany objęły reformę rolną, kontrolę kapitału zagranicznego (w tym związanego z wydobyciem boksytów) oraz nacjonalizację części przemysłu i usług. Nawiązał bliższe relacje z Kubą i krajami socjalistycznymi w Europie Wschodniej i na Dalekim Wschodzie. Był krytykiem Stanów Zjednoczonych i szerzej rozumianego Zachodu. Uczestniczył w pracach Ruchu państw niezaangażowanych, gdzie apelował o ograniczenie tego, co uważał za zjawisko zachodniej eksploatacji Trzeciego Świata. W polityce wewnętrznej dążył do bardziej sprawiedliwej redystrybucji przychodów państwa. W 1976 roku jego partia ponownie wygrała wybory a on pozostał premierem. Zyskał popularność pośród obywateli, którzy nadali mu przydomek „Jozue” (na cześć biblijnego bohatera).  
W okresie jego rządów wybudowano ponad 40 tysięcy nowych mieszkań, wprowadzono darmową edukację oraz rozwinięto służbę zdrowia (śmiertelność niemowląt zmniejszyła się o połowę). Z drugiej strony pakiet reform pod koniec lat 70. spowodował odpływ kapitału zagranicznego i konflikt z Międzynarodowym Funduszem Walutowym. Odmowa spełnienia warunków podyktowanych przez MFW spowodowała załamanie gospodarki. Na niekorzyść Manleya wpłynął wybuch walk ulicznych zwolenników lewicy i prawicy. W 1980 roku ustąpił ze stanowiska premiera po porażce wyborczej jego partii. Jako przywódca opozycji zachował duże poparcie społeczne. Pod koniec lat 80. zrewidował poglądy w bardziej umiarkowanym kierunku, opowiedział się za utrzymaniem bliskich relacji ze Stanami Zjednoczonymi. W 1989 roku powrócił na urząd premiera. W trakcie ostatniego etapu rządów kontynuował konserwatywną i wolnorynkową politykę poprzedników obejmującą prywatyzację wielu przedsiębiorstw państwowych (choć dalej twierdził, że jest socjalistą). W polityce zagranicznej kontynuował współpracę z USA i poparł utworzenie NAFTA. W 1992 roku wycofał się z polityki ze względu na zły stan zdrowia (dwa lata wcześniej zdiagnozowano u niego raka). W 1994 roku, pomimo choroby, wziął udział w misji obserwacyjnej Wspólnoty Narodów nadzorującej historyczne wybory w Republice Południowej Afryki.